# Emona
Emona (bułg. Емона) – wieś w południowej Bułgarii, w obwodzie Burgas, gminie Nesebyr. Według danych Narodowego Instytutu Statystycznego, 31 grudnia 2011 roku wieś liczyła 34 mieszkańców.

## Geografia
Emona jest położona na północny zachód od (i nad) przylądka Emine.

## Historia
Emona wywodzi swoją nazwę od starogreckiej nazwy Starej Płaniny, Aemon. Miejsce Irakli wywodzi swoją nazwę od greckich przesiedleńców, którzy dochodząc na te ziemie, przynieśli też nazwę miejsca, z którego przyszli, Eraklei w dzisiejszej Grecji. Według homeryjskiej Iliady tracki król Resos, uczestniczący w wojnie trojańskiej, urodził się w Emonie. W późniejszym czasie rozwój żeglugi i handlu przyczynił się do rozkwitu tego rejonu, nazywanego wtedy Naulochus – przystań po starogrecku, które rozrosło się do czterech przystani – Białej, Obzoru, Irakli i Emony blisko krańca Starej Płaniny – Haemi Extrema.
Pierwsze historyczne wzmianki o regionie, w których Emonę opisuje się jako miasto, pochodzą z VII w. W VIII–XIV w. przystań Emona była znana żeglarzom, na przylądek spotyka się na licznych mapach od późniejszego okresu do XVII w. Rejon koło średniowiecznego miasta Emona był mocno rozwinięty. Na południowym wschodzie, około półtora kilometra od wsi znajduje się też cerkiew św. Mikołaja. Mimo uznania za pomnik kultury, od dawna była rozgrabiona i opuszczona. Jest częścią niegdysiejszego monastyru św. Mikołaja, założonego około X w. Później, w 1805 został on zburzony przez kyrdżalów – rozbójników, ale został następnie odbudowany. Ruiny dawnych zabudowań są odkrywane także teraz w pobliżu stromych skał, którymi góry wchodzą w morze.
W pobliżu przylądka znajdowało się też Peleokastro (Stara Twierdza) albo średniowieczne „Aristeum”, na miejscu dzisiejszej latarni morskiej; jej ruiny zostały odkryte przy budowie latarni. W dzisiejszych czasach prawie ich nie widać. Latarnia na przylądku Emine została otwarta 15 grudnia 1880, wieża ma 9,4 metrów wysokości. Miasto i jego mieszkańcy kilka razy chronili się wysoko w górach z powodu częstych napadów piratów.
Upadek Emony rozpoczął się w czasach rządów osmańskich i z biegiem czasu twierdza podupadła. Przy trudno dostępnej dla dużych statków przystani, Emona pozostała na skraju bujnego wzrostu gospodarczego nowo wyzwolonych terytoriów Księstwa Bułgarii pod koniec XIX w. W czasach osmańskich wiekowe lasy dębowe w regionie zostały wycięte i przerobione na węgiel drzewny, a brzegi ogołocone. Ostatnie kroniki opisywały Emonę jako miasteczko, a czasami wieś z 100 domów.
Na początku XX wieku wielka część miejscowej ludności – potomków Greków pontyjskich przesiedliła się do Grecji, a w ich domach zamieszkali Bułgarzy wysiedleni z Turcji. Wieś miała szkołę, czytelnię, rozwiniętą hodowlę i rolnictwo. W latach socjalizmu, będąc strefą graniczną, wieś miała ograniczony dostęp i tendencje spadkową. W latach 70. i 80. XX wieku rząd Todora Żiwkowa stymulował część intelektualistów w Bułgarii, rozdając im małe działki z prawem zabudowy, celem kupienia sobie wdzięczności od inaczej myślących. Przez to intelektualiści i inni odkryli czar tego miejsca. Wieś Emona oczarowała też miłośników dzikiej przyrody.
Przylądek Emine jest najbardziej wschodnią częścią Starej Płaniny i rozdziela umownie bułgarskie Czarnomorze północne i południowe. Przylądek Emine jest skrajnym punktem międzynarodowego szlaku E-3, łączącego Ocean Atlantycki i Morze Czarne. Bułgarska część szlaku E-3 jest bardziej znana jako Kom - Emine.
Plaża Irakli przyciąga latem setki miłośników wypoczynku kempingowego. W granicach wsi Emona jest też obszar chroniony Irakli. Brak dobrej drogi od szosy pierwszej klasy Burgas — Warna do Emony jest główną przyczyną zachowania przez wieś swojego autentycznego oblicza, ale przeszkadza to rozwojowi agroturystyki i możliwościom innej działalności gospodarczej, które przyczyniłyby się do połączenia pięknej przyrody z usługami turystycznymi wysokiej jakości.

## Atrakcje przyrodnicze i kulturowe
W pobliżu wsi znajduje się chronione miejsce Irakli.

## Wydarzenia cykliczne
Tradycją stało się organizowanie tygodnia kultury w Emonie. Jest to inicjatywa, która zbiera na improwizowanych scenach we wsi uzdolnionych muzyków, artystów i malarzy.

## Galeria

Emona
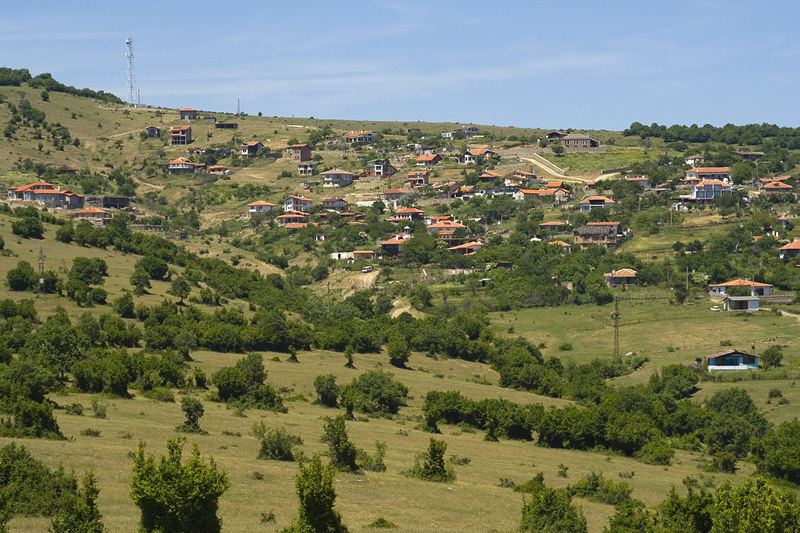
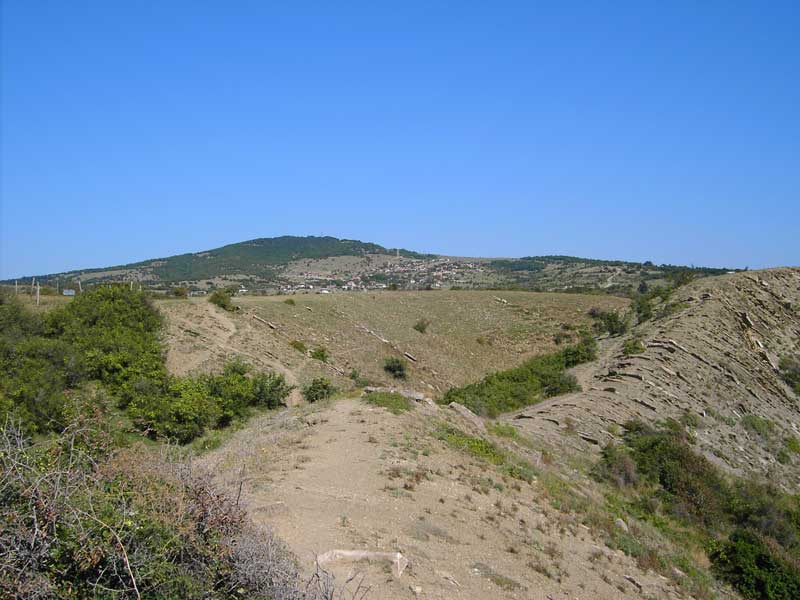
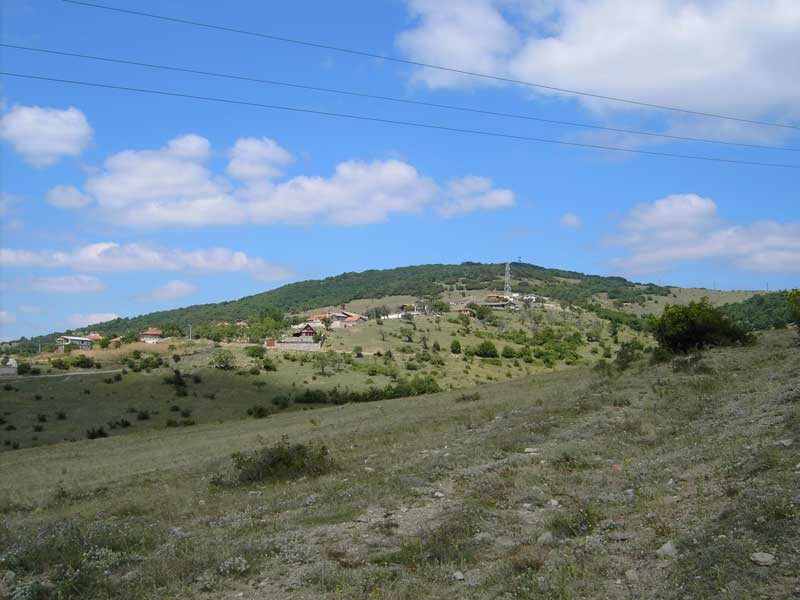
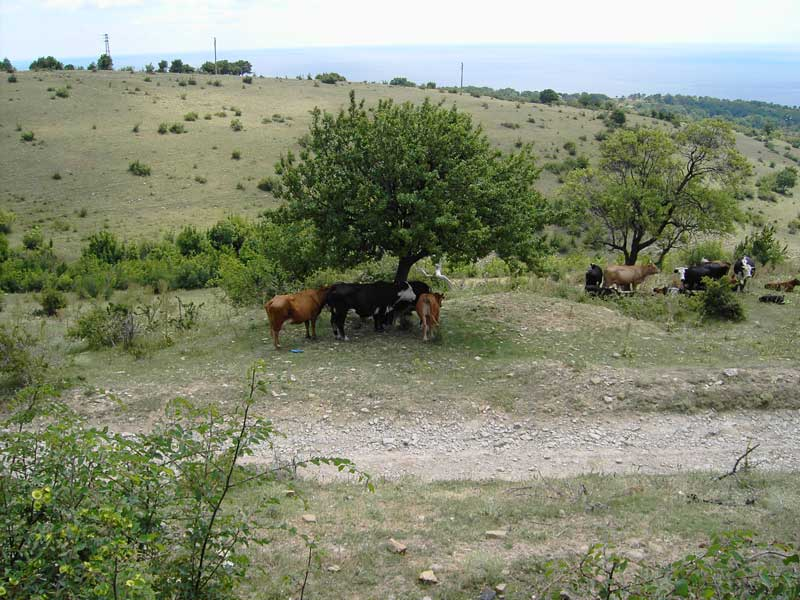

Przylądek Emine
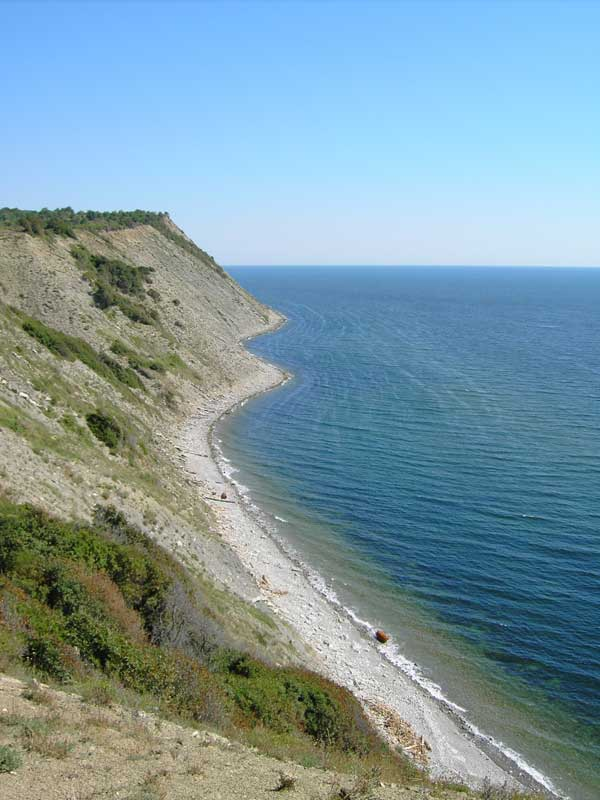
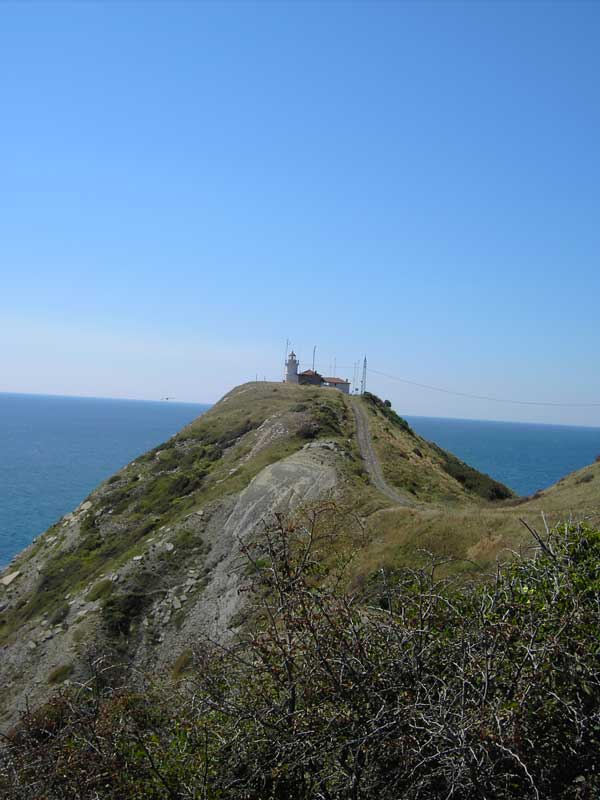
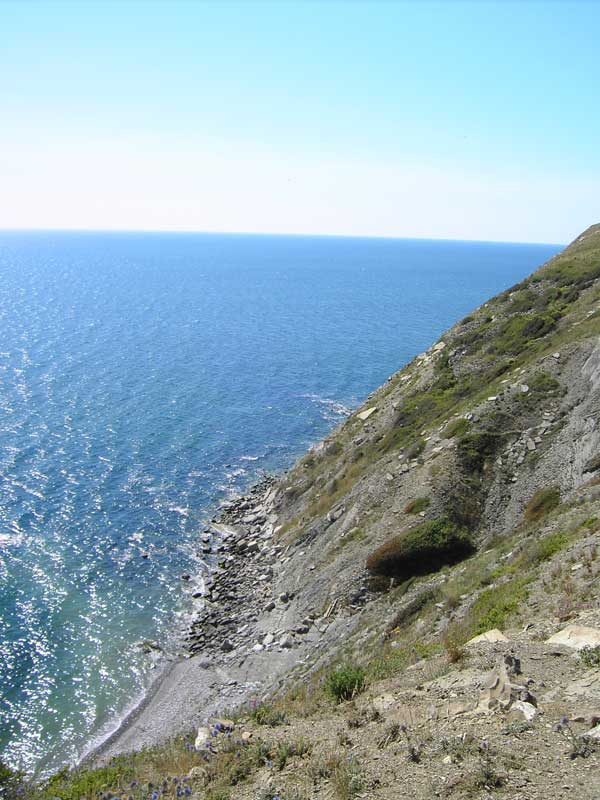
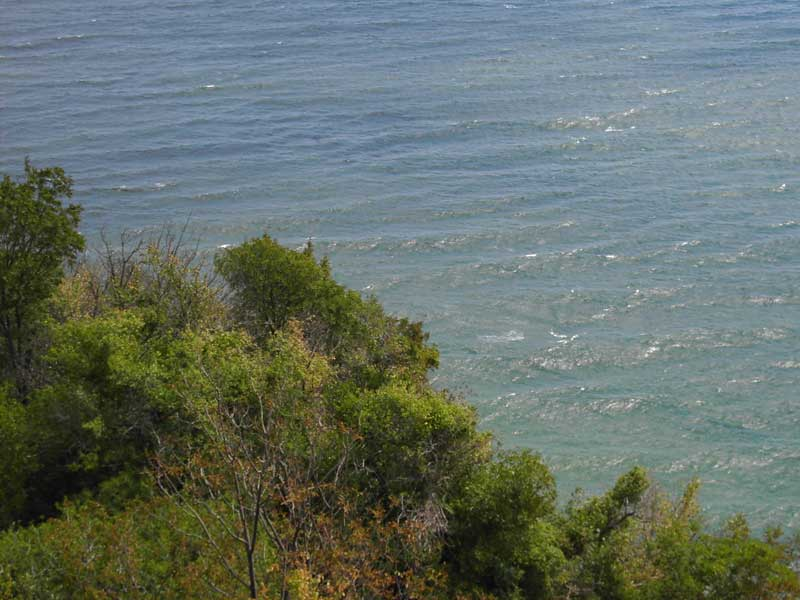